# 블루코트 작전
블루코트 작전은 오버로드 작전 기간인 7월 30일부터 8월 7일까지 영국 육군이 나치 독일을 상대로 벌인 작전이다. 영국 육군의 핵심 작전 세력은 영국 제2군의 제30군단과 제9군단으로, 작전의 핵심 목표는 비르로 이어지는 교차로와 감제고지 몽핑송을 점령하는 것이었다. 블루코트 작전은 미국 제1군이 수행하던 코브라 작전의 성공과 뤼티히 작전을 위해 코몽 지역의 독일 국방군 제2기갑사단이 철수한 상황을 이용하였다.
독일 국방군이 영국군의 공격을 예상하여 작전 지역의 방어를 강화했음에도 불구하고, 영국군은 기회를 잘 활용해 공세를 이어갔다. 버나드 몽고메리는 작전의 기세를 이어가기 위해 제30군단장이었던 제랄드 버크날과 제7기갑사단장이었던 조지 에스킨을 경질했고, 버크날을 대체한 브라이언 호록스는 8월 7일 몽핑송을 점령함으로서 작전을 성공적으로 완수했다.

## 배경
7월 18일부터 20일까지 영국 제2군은 캉의 남동쪽에 위치한 연합군 해변의 동쪽 측면에서 굿우드 작전을 수행했으며, 이 작전으로 인해 독일군은 캉 동쪽 주변에 기갑부대의 대부분을 유지해야 했다. 굿우드 작전 이후 울트라를 통해 영국군은 독일군이 제21기갑사단을 예비 부대로 철수시킨 뒤, 미군이 있는 서쪽 지역으로 이동할 계획을 알아냈다. 첫 출발이 꼬인 이후, 7월 25일, 미국 제1군은 코브라 작전을 시작했다.

## 서막

### 연합군의 준비

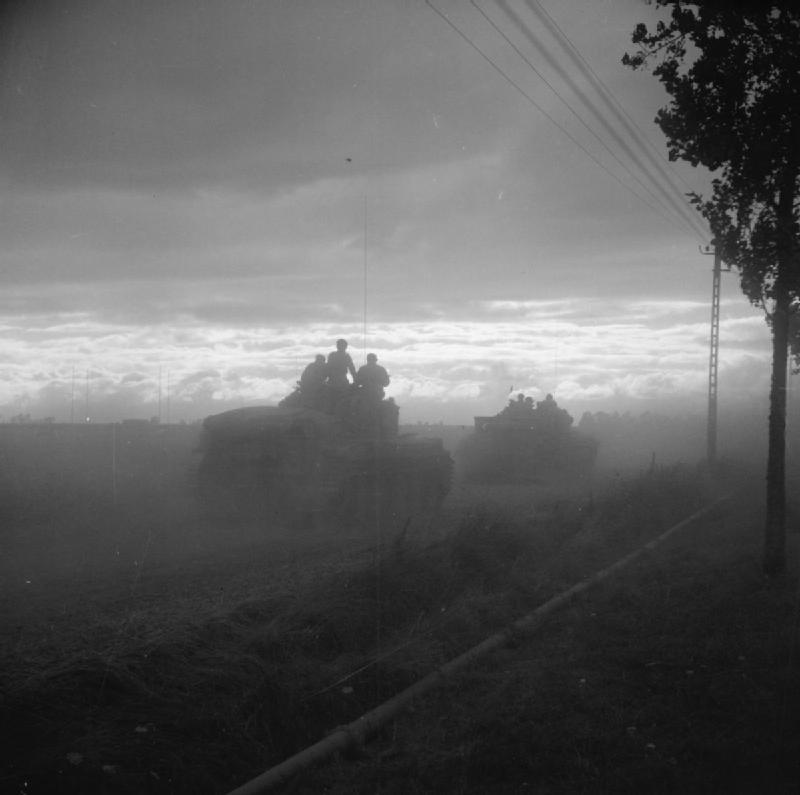
1944년 7월 30일 아침 이동 중인 제7기갑사단의 크롬웰 전차.

마일스 뎀프시 경이 이끄는 영국 제2군과 미국 제1군의 경계는 이동되었고, 경무장한 독일군이 잘 방어하고 있는 미국 제5군단의 구역을 영국군이 인계받았다. 연합군은 캉 동부의 독일군 기갑부대를 묶어둘 새로운 작전을 개시할 기회를 포착했다. 제8군단의 본부와 제7기갑사단, 제11기갑사단, 근위기갑사단이 제30군단의 서쪽 측면인 코몽을 향해 이동했다. 뎀프시는 8월 2일 독일군을 공격할 계획이었으나, 진격의 진행 속도가 빨라져 날짜를 앞당길 수밖에 없었다.

### 독일군의 준비
7월 21일부터 제2기갑사단은 몽 남쪽 지역에서 철수하여 제326보병사단과 합류해 지원을 받았는데, 이들이 비예보카주 동쪽에서 제276국민척탄병사단 바로 옆에 있었고, 제7군과 서부기갑집단군 소속 제74군 사이의 경계를 차지했다. 몽 남쪽과 동쪽에 위치한 제326사단은 전력을 다해 쉬스 노르망디 보카주의 이상적인 방어 지형에 있는 광범위한 지뢰지대 뒤에서 많은 야전 방어시설과 위장 사격 진지를 건설했다.

### 영국군 계획
제30군단은 제43보병사단이 보이스 뒤 옴므 정상(361고지)으로 진격하면서 공격을 지휘하게 되었다. 왼쪽 측면은 제7기갑사단을 예비 부대로 편성하고 제50보병사단이 보호하게 되어 있었다. 오른쪽, 서쪽 측면의 제30 군단은 제8군단의 보호를 받게 되어 있었고, 제15보병사단은 카우몽에서 남쪽으로 공격하고, 제11기갑사단은 더 서쪽으로 교외를 가로질러 생마르탱 데 베아세스에서 서쪽으로 3.7마일 떨어진 쁘띠 아우네를 향해 진격하여 코브라 작전의 성공을 이용할 기회를 마련했. 공격의 길을 마련하기 위해 포격 대신 1,000여 대의 폭격기가 공격을 가했다.
서둘러 블루코트 작전 준비하느라 평소와 같은 규모의 포격과 항공기 지원은 불가능했다. 예비사격과 대병사격을 사용하지 않는 대신 독일군의 전방 진지에 집중 포격을 가했다. 영국 공군 폭격기 사령부는 중폭격기를 제30군단 앞 약 4,600 m의 4개 지역에 사용하고 미 제9공군의 중폭격기는 영국 제8군단 앞 3개 지역을 공격할 예정이다. 대부분의 폭격은 작전 시작 후 1시간 후로 예정되어 있었다. 전술 공군은 공격 전에 사용하기보다는 지원을 위해 실시되었다.

## 전투

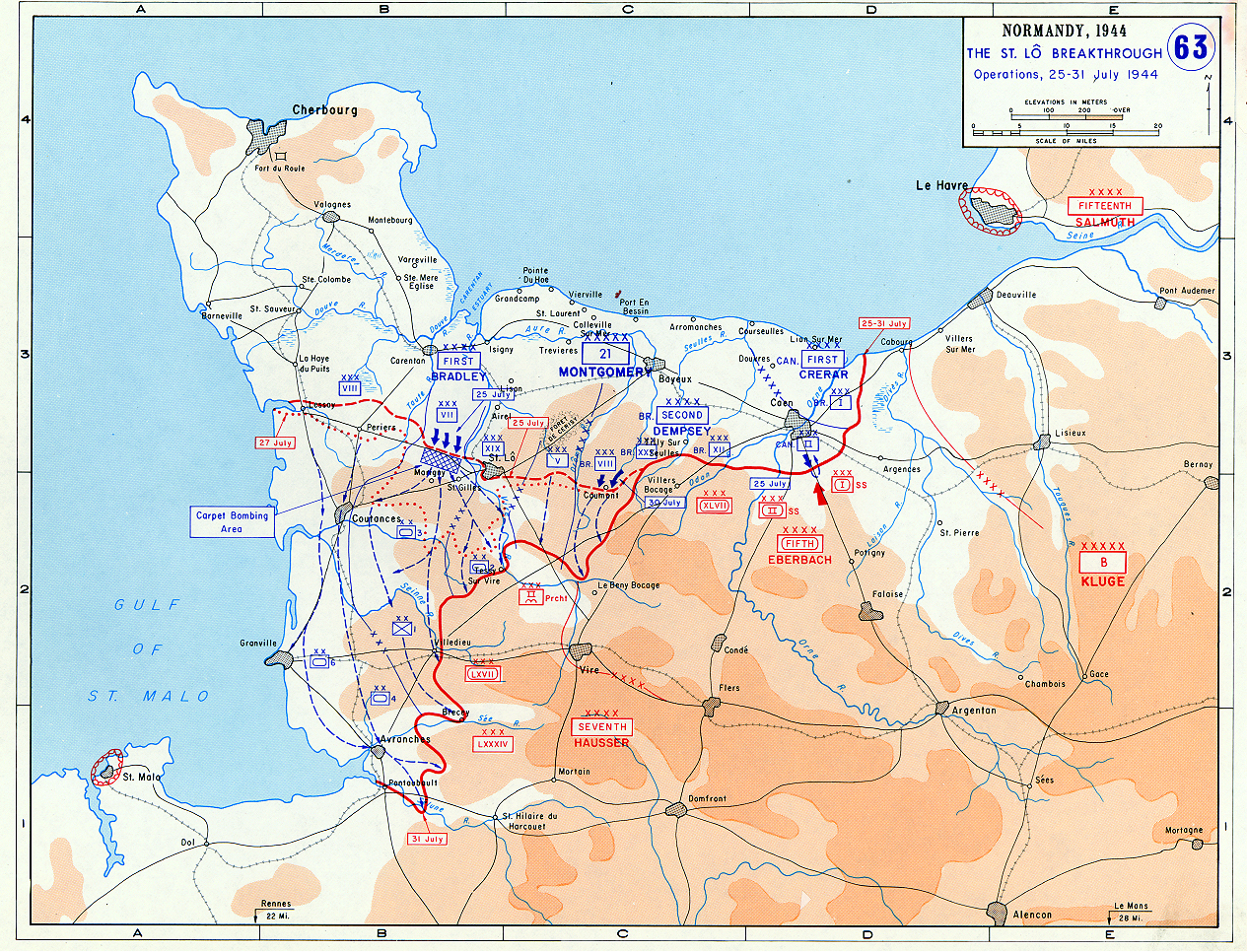
코브라 작전 및 블루코트 작전

구름의 밀도가 낮아 항공 지원에 영향을 미쳤고, 폭격이 어려워지면서 영국 공군은 오후까지 폭격기 지원을 중단했다. 영국 공군 폭격기 700여 대 중 절반 이상이 목표물을 보지 못해 폭탄을 투하하지 않고 회수됐다. 미국 공군은 짙은 구름 사이로 폭격을 퍼부었지만 폭격기들은 2000t에 달하는 폭탄을 정확한 지점에 투하했다. 독일군 장비의 피해는 경미했는데, 이는 목표 지역에 독일군 장비가 적었고, 제43사단과 제50사단이 출발선 바로 북쪽의 목표 지역에 주둔했기 때문이었다. "A 지역"을 통해 제11기갑사단의 좌측 측면 부대가 빠르게 전진했다. 독일군 장비의 손실은 적었는데, 이는 부분적으로 표적 지역에 장비가 거의 없었고, 43사단과 50사단이 표적 지역 북쪽, 출발선 바로 너머에 위치해 있었기 때문이다. 11기갑사단 좌익 부대는 "지역 A"를 통해 빠르게 진격했다. 많은 영국 부대가 지뢰밭, 움푹 파인 도로, 두꺼운 생울타리 및 가파른 협곡에 의해 지연되었지만, 중앙에서는 공격자들이 8km를 진격했다. 7월 31일, VIII군단의 11기갑사단은 독일군 간의 경계 약점을 이용하여 독일 전선 뒤 8km 지점에 있는 방어되지 않은 다리("디키의 다리")를 발견했다. 크롬웰 전차와 추가 지원 부대를 신속히 투입하여 독일군의 첫 기갑부대의 반격을 물리쳤다. 영국군은 8월 2일까지 비르에서 약 8km 떨어진 지점까지 진격했는데, 이는 미군 작전 구역 경계에 속했다. 특정 도로 사용 권한에 대한 혼란이 있었고, 영국군의 공격은 제한되고 남동쪽으로 우회되었다.

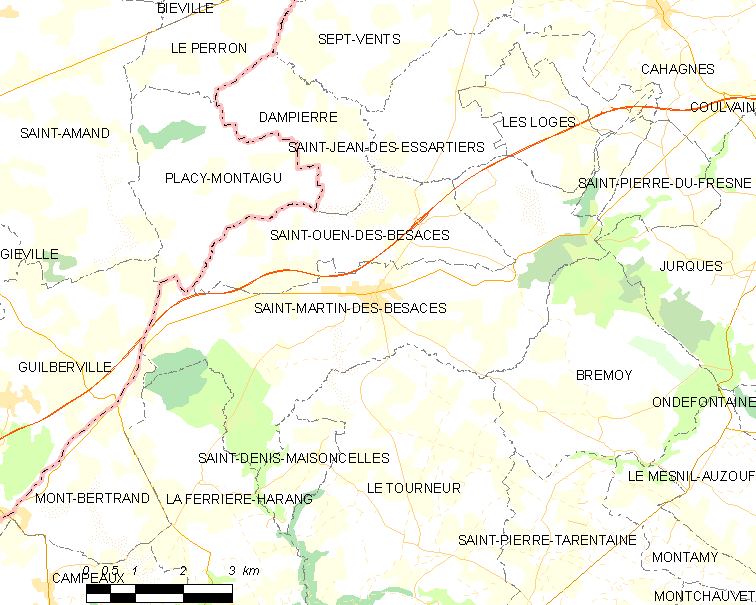
생마르탱데베자스 주변 지도

7군은 미국 제5군단에 의해 남쪽으로 밀려난 제3공수사단의 병력으로 마을을 증원할 수 있었고, 제9SS기갑사단의 일부를 남서쪽으로 이동시켜 7군과 서부 기갑군단 간의 격차를 메웠으며, 독일군 증원군으로 인해 영국군의 진격이 지연되었다. 제8군단은 동쪽 측면도 보호해야 했는데, 이는 제30군단이 같은 속도로 진격하지 않았기 때문이다. 제30군단의 사령관 제라드 버크널 중장은 8월 2일 해임되었고, 7기갑사단의 사령관 조지 어스킨 소장은 다음 날 해임되었다. 북아프리카 전역의 베테랑인 브라이언 호록스 중장이 8월 4일 버크널을 대신했다. 8월 4일에 제2군의 진격이 일시적으로 중단되었다. 비르는 8월 6일 미군 29사단 116보병연대가 독일 363사단을 상대로 한 야간 공격으로 함락되었다. 같은 날, 제43웨식스사단과 13/18 로열 후사르 전차 부대가 몽 팽송을 점령했다.

## 결과

### 분석
블루코트 작전으로 독일군 기갑 부대들은 영국군 작전 구역의 동쪽 측면에 붙잡히게 되었고 해당 지역의 독일 기갑 부대들은 계속 소모되었다. 연합군 전선 중앙의 돌파는 연합군이 노르망디 교두보 양쪽 끝에서 공격을 가할 때 독일군을 놀라게 했다. 아브랑슈(Avranches)에서 미군의 돌파가 이루어졌을 때, 독일군의 반격 작전인 뤼티히 작전을 위한 예비 병력은 거의 남아 있지 않았으며, 뤼티히 작전은 8월 12일에 실패로 끝났다. 제7군은 생존한 보병이 센강에 도달할 시간을 벌기 위해 남아 있는 모든 기갑 및 기동 부대로 후위를 엄호하면서 오른(Orne) 강 동쪽으로 신속히 철수할 수밖에 없었다. 오른 강을 넘어 철수의 첫 단계 이후, 연료 부족과 연합군의 공습, 그리고 연합군의 지속적인 압박으로 인해 독일군의 작전은 붕괴되었으며, 결국 팔레즈 포위전에서 다수의 독일군은 연합군에 포위되었다. 영국군은 제8군단에 한정해 5,114명의 피해를 입었다.

### 후속 작전
8월 9일까지 모르탱에서 시작된 독일의 반격 작전인 뤼티히 작전이 패배했다는 소식이 미군 지역에서 전해지자, 리처드 오코너는 새로운 공격을 계획했다. "그라우즈 작전"이라 불린 이 작전은 근위기갑사단(Guards Armoured Division)은 페리에(Perrier) 능선을 따라 남쪽으로 진격하여, 제8군단이 비르에서 남동쪽으로 약 20km 떨어진 몽 드 세리지(Mont de Cerisi) 주변의 틴슈브레(Tinchebray)와 콩데쉬르느와로(Condé-sur-Noireau) 사이의 고지대에 자리 잡도록 하는 계획이었다. 근위기갑사단과 제6근위전차여단(6th Guards Tank Brigade)은 8월 11일에 시작할 3단계 공격을 계획했으나, 그날 아침 짙은 안개가 끼어 예비 폭격이 불가능해졌고 전차-보병 공격이 혼란에 빠졌다. 독일군의 방어 사격은 동쪽 측면의 진격을 400야드(약 370m)로 제한했다. 중앙에서는 르 오 페리에(Le Haut Perrier)의 농가에 있던 3대의 판터 전차가 발견되어 매복 공격을 받았고, 그 중 2대는 파괴되었으며 나머지 1대는 마을 남쪽 외곽에서 PIAT 사수에 의해 불이 붙었다. 영국군은 셰느돌레(Chênedollé) 북쪽의 242 고지로 진격을 계속했고, 독일군의 반격으로 인해 셔먼 전차 6대가 파괴되었으며, 독일군은 판터 전차 2대와 3호 돌격포(Sturmgeschütz III) 1대를 잃었다. 서쪽에서는 제2 아일랜드 근위대-제5 콜드스트림 전차-보병 부대가 더 빠르게 진격하여 셰느돌레 서쪽에 도달했다. 마을을 공격했을 때 수비대가 이미 철수한 것으로 확인되었고, 폭격기들이 도착하지 않아 마을을 점령한 후 추가 공격은 연기되었다가 취소되었다.